# Innenstadt I
Innenstadt I, Frankfurt-Innenstadt I – 1. okręg administracyjny (Ortsbezirk) we Frankfurcie nad Menem, w kraju związkowym Hesja, w Niemczech. Liczy 42 144 mieszkańców (31 grudnia 2013) i ma powierzchnię 9,12 km².

## Dzielnice
W skład okręgu wchodzi pięć dzielnic (Stadtteil):
1. Altstadt
2. Bahnhofsviertel
3. Gallus
4. Gutleutviertel
5. Innenstadt